# Bandwagoning
„Bandwagoning“ е термин в международните отношения, свързван предимно с неореалистите. Представлява присъединяването на по-слаба държава към по-силна или коалиция от силни актьори. По смисъл „bandwagoning“ е обратен на „balancing“, при който държавите се присъединяват към по-слабата коалиция, за да намалят относителната мощ на другата, по-силна коалиция. „Bandwagoing“ е въведен от Куинси Райт в „A Study of War“ (1942), а неореалистът Кенет Уолц го популяризира през 1979 г. в „Theory of International Politics“.
Според реалистите държавите рядко биха осъществили bandwagoning – само когато няма възможност за създаване на балансираща коалиция или когато географското разположение на държавата пречи на държавата да балансира (т.е. ако е заобиколена от врагове). Bandwagoning е смятан за опасна политика, тъй като позволява на вражеска държава да се сдобие с власт.
Пример за bandwagoning е участието на царство България и кралство Румъния във Втората световна война: първоначално те са на страната на Третия райх, но после се съюзяват със Съветския съюз, когато Силите на оста очевидно губят войната.